# NGC 6545
NGC 6545 (другие обозначения — ESO 103-6, PGC 61551) — эллиптическая галактика (E1) в созвездии Павлин.
Этот объект входит в число перечисленных в оригинальной редакции «Нового общего каталога».